# Karel I. Stuart
Karel I. Stuart (19. listopadu 1600 – 30. ledna 1649) byl král Anglie, Skotska a Irska od 27. března 1625 až do své popravy 30. ledna 1649. Je znám především pro svůj střet s parlamentem. Byl zastáncem názoru o božském původu panovníka, což znamenalo, že panovník odvozoval svou moc od Boha a nemohl tak být sesazen. Mnoho lidí se domnívalo, že se snaží o zavedení absolutní monarchie.
Období jeho vlády bylo prostoupeno náboženskými konflikty. Navzdory protestům parlamentu a veřejného mínění se oženil s katoličkou Henriettou Marií Bourbonskou, sestrou francouzského krále Ludvíka XIII. Později se spojil s kontroverzními církevními představiteli, jako byli Richard Montagu a William Laud, kterého Karel jmenoval arcibiskupem canterburským. To vyvolalo obavy o to, že se Anglikánská církev dostane do blízkosti Římskokatolické církve. Karlova snaha rozšířit silou církevní reformy do Skotska vedla k válce biskupů, která oslabila anglickou vládu.
Poslední období bylo poznamenáno občanskou válkou, ve které se mu postavily síly vedené anglickým a skotským parlamentem. Karel byl v první fázi občanské války poražen a parlament očekával, že bude respektovat konstituční monarchii. Místo toho se Karel pokusil vytvořit spojenectví se Skotskem. To vyvolalo druhou fázi občanské války a jeho druhou porážku. Karel byl zajat, souzen, uznán vinným ze zrady a popraven. Monarchie byla zrušena, byla vyhlášena Anglická republika a zemi vládl jako lord protektor Oliver Cromwell. Po obnově monarchie na trůn nastoupil syn Karla I. Karel II. a v rámci Anglikánské církve Karla I. kanonizoval.

## Mládí
Karel I. Stuart se narodil 19. listopadu 1600 jako druhý syn Jakuba I. a Anny Dánské a až do tří let nebyl schopen mluvit a chodit. Poté, co se v březnu roku 1603 stal jeho otec anglickým králem, zůstal až do července 1604 ve Skotsku, protože panovaly obavy, že by dlouhá cesta mohla zhoršit jeho zdravotní stav. Karlův starší, velmi nadějný bratr Jindřich zemřel v osmnácti letech na tyfus[nepřesný odkaz], když bylo Karlovi 12 let. Karel se tak stal nástupcem svého otce a byl jmenován princem z Walesu.
Byl silně ovlivňován otcovým oblíbencem Jiřím Villiersem, vévodou z Buckinghamu. Oba tajně odcestovali roku 1623 do Španělska, aby dosáhli dohody o Karlově sňatku se španělskou princeznou Marií, dcerou španělského krále Filipa III. Jednání skončilo neúspěchem, protože Španělé požadovali, aby Karel konvertoval ke katolické víře a aby ve Španělsku zůstal jeden rok po sňatku jako rukojmí na znamení toho, že Angličané dodrží všechny podmínky dohody. Cítil se uražen a po svém návratu on i vévoda z Buckinghamu trvali na tom, aby Jakub vyhlásil Španělsku válku.
Jakub svolal jednání parlamentu, aby získal finanční prostředky na vedení války a také chtěl schválit sňatek mezi Karlem a princeznou Henriettou Marií Bourbonskou, sestrou francouzského krále Ludvíka XIII., se kterou se Karel setkal na své cestě přes Francii. Parlament tento sňatek schválil, ale velmi kriticky hodnotil cestu a jednání ve Španělsku. Jakub pomalu stárnul a dělalo mu velké potíže kontrolovat parlament. V posledním období jeho vlády se faktická moc přesunula do Karlových rukou a k vévodovi z Buckinghamu.
Jakub i Karel byli zastánci názoru o božském původu panovníka. Jakub se přesto snažil naslouchat názorům svých rádců a dával přednost dohodě a kompromisu, naproti tomu Karel byl podezíravý a nedůvěřivý, ale také neústupný, rozhodný a konfrontační. Domníval se, že nemusí dělat žádné kompromisy nebo dokonce vysvětlovat své činy, protože je zodpovědný pouze Bohu. Jeho chování vedlo roku 1626 k obavám, že je potenciálnín tyranem.

## Počáteční období vlády

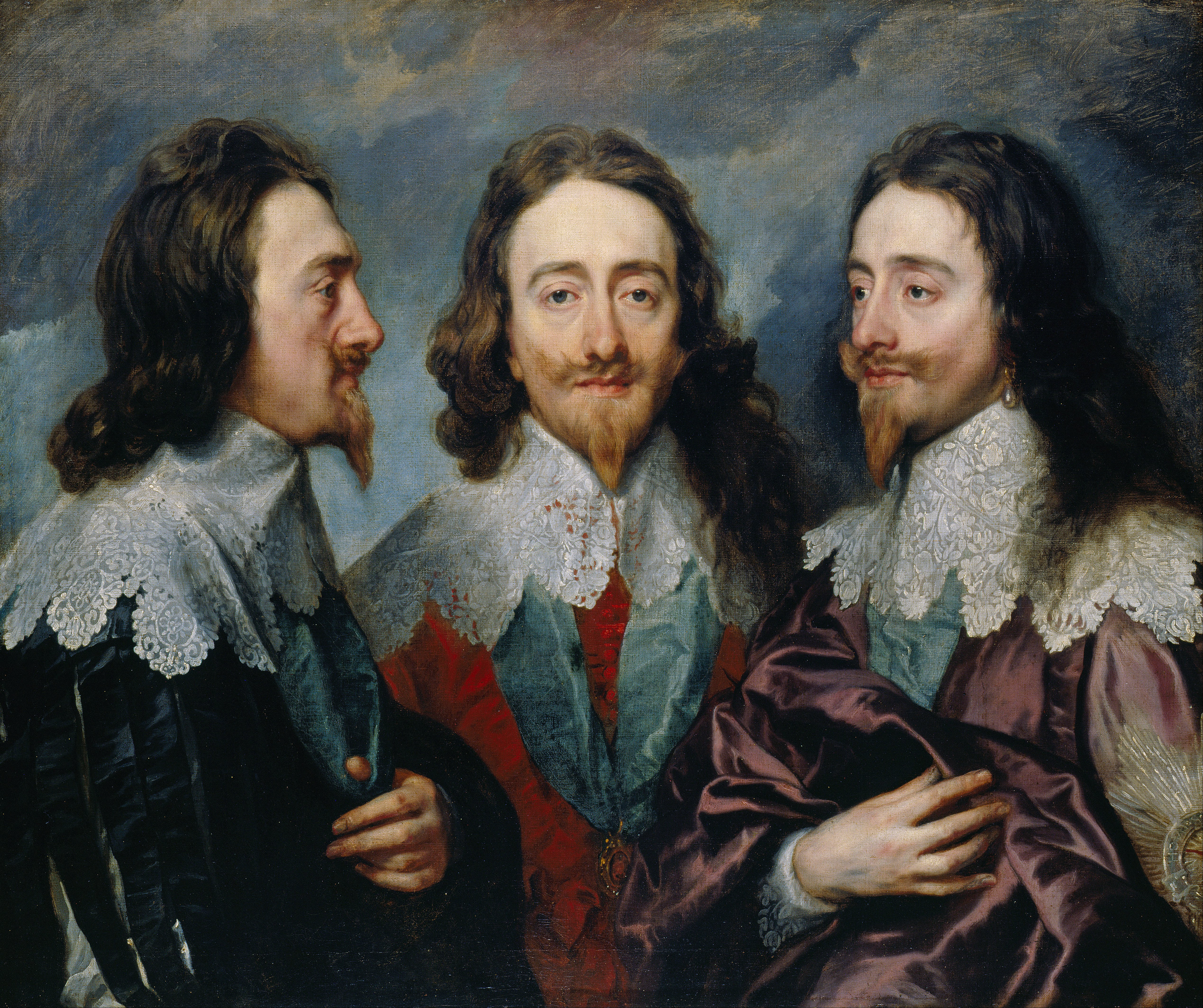
Malba Anthonise van Dycka zobrazující Karla I. ze tří stran

V zastoupení se oženil s Henriettou Marií na počátku května 1625 (faktický sňatek za účasti obou se konal 13. června 1625). Na jednání parlamentu pak musel čelit kritice za sňatek s katoličkou, protože panovaly obavy, že uvolní omezení pro katolickou církev a oslabí tak pozici Anglikánské církve. Karel na jednání parlamentu odmítl, že by k něčemu takovému mohlo dojít, i když to bylo předmětem tajné dohody s Ludvíkem XIII. Karel byl korunován 2. února 1626, ale bez přítomnosti své manželky. Z manželství Karla a Henrietty Marie se narodilo devět potomků:
- Karel Jakub (*/† 13. března 1629)
- Karel II. (29. května 1630 – 6. února 1685), král Anglie, Skotska a Irska, ⚭ 1662 Kateřina z Braganzy (25. listopadu 1638 – 31. prosince 1705)
- Marie (4. listopadu 1631 – 24. prosince 1660), Princess Royal, ⚭ 1641 Vilém II. Oranžský (27. května 1626 – 6. listopadu 1650), oranžsko-nasavský kníže, místodržitel Spojených provincií nizozemských
- Jakub II. (14. října 1633 – 16. září 1701), král Anglie, Skotska a Irska,
⚭ 1659 Anna Hydeová (12. března 1637 – 31. března 1671)
⚭ 1673 Marie Beatrice d'Este (5. října 1658 – 7. května 1718)
- Alžběta (28. prosince 1635 – 8. září 1650)
- Anna (17. března 1637 – 5. listopadu 1640)
- Kateřina (*/† 29. ledna 1639)
- Jindřich (8. července 1640 – 13. září 1660), vévoda z Gloucesteru
- Henrietta Anna (16. června 1644 – 30. června 1670), ⚭ 1661 Filip I. Orleánský (21. září 1640 – 9. června 1701), vévoda orleánský

Z těchto devíti dětí se však jeden chlapec a jedno děvče narodili mrtví, dvě dívky zemřely v útlém věku, dcera Alžběta v patnácti letech a syn Jindřich zemřel bez manželky a potomků jako dvacetiletý. Syn Karel, následník trůnu a posléze král Karel II., ze svého manželství s portugalskou princeznou Kateřinou z Braganzy neměl žádné potomky, následníkem se tak stal další syn Jakub.
V počátečním období své vlády se Karel zaměřil na zahraniční politiku. Třicetiletá válka zasáhla velkou část Evropy a stala se zápasem mezi protestantismem a katolicismem. Roku 1620 obsadil Ferdinand II. Štýrský, císař Svaté říše římské, panství Fridricha Falckého (u nás známého jako zimní král), manžela Karlovy sestry Alžběty. Karel souhlasil s pomocí Fridrichovi a vyhlásil válku Španělsku, protože doufal, že přiměje španělského krále Filipa IV., aby se stal prostředníkem v tomto sporu.
Parlament navrhoval nenákladný útok na španělské kolonie v Americe, protože předpokládal, že kořist ze španělských lodí bude financovat náklady války. Karel naopak preferoval agresivní (a nákladný) pozemní útok na kontinentu. Parlament odsouhlasil na válečné tažení částku 140 000 liber, což nedostačovalo pro realizaci Karlových plánů. Navíc Dolní sněmovna omezila svůj souhlas s daní z tuny a libry (dvě formy cla) pouze na jeden rok, i když předchozí panovníci mohli tuto daň vybírat po celou dobu své vlády. Tak mohl parlament kontrolovat Karlovy výdaje a přinutil ho každý rok vyjednávat o jejich výši. Sněmovna lordů tento zákon odmítla schválit, a ačkoli pro to nebyly zákonné podklady, Karel tyto daně vybíral.

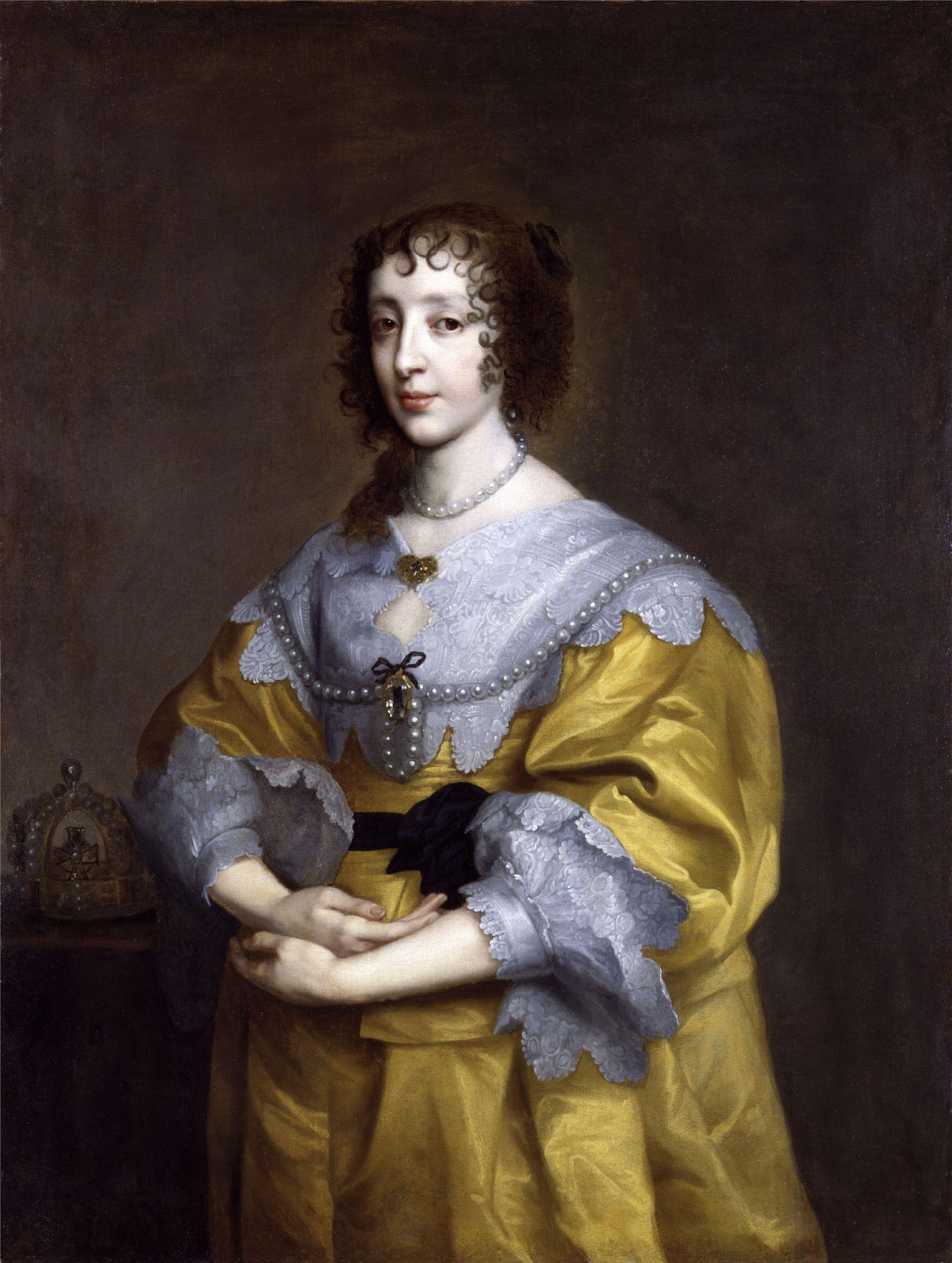
Karlova manželka Henrietta Marie Bourbonská

Válka se Španělskem skončila neúspěchem, a to především z důvodu neschopnosti vévody z Buckinghamu. Navzdory protestům parlamentu ho Karel neodvolal a místo toho rozpustil parlament. Vyprovokoval i další nespokojenost tím, že začal vybírat další daně bez souhlasu parlamentu. Poté, co mu došly finanční prostředky, byl nucen svolat roku 1628 další parlament. Ten vydal petici práv, v níž vyzýval krále, aby si uvědomil, že bez souhlasu parlamentu nemůže vybírat daň, vyhlašovat válku, uvěznit občany bez řádného soudu nebo vyslat vojáky do jejich domů. Karel s touto peticí souhlasil, ale pokračoval ve výběru daní, které neprošly parlamentem. 23. srpna 1628 byl vévoda z Buckinghamu zavražděn, což fakticky ukončilo válku, ale neukončilo spory mezi Karlem a parlamentem.

## Osobní vláda
V lednu 1629 Karel zahájil druhé jednání parlamentu, které bylo odročeno v červnu 1628. Členové dolní komory začali kritizovat Roleův případ. Role byl člen parlamentu, kterému bylo zabaveno zboží, když nezaplatil daň z tuny a libry. Mnoho poslanců se domnívalo, že se v tomto případě jedná o porušení petice práv. Když oznámil ukončení jednání parlamentu na březen, vyprovokovalo to některé poslance k hlasitému předčítání dalších peticí.
To Karel považoval za provokaci a tentýž den parlament rozpustil. Vzápětí uzavřel mírovou dohodu s Francií a Španělskem. Období následujících dvanáct let, po které vládl bez parlamentu, bývá označováno jako období jeho osobní vlády a mnohými bylo považováno za nezákonné.

## Náboženské konflikty
Karel chtěl dosáhnout odklonu Anglikánské církve od kalvinismu směrem k tradičnímu pojetí církve. Byl v tom podporován Williamem Laudem, kterého roku 1633 jmenoval arcibiskupem canterburským. Laud zahájil nepopulární reformy, které měly zvýšit autoritu církve. Laud chtěl dosáhnout náboženské jednoty zrušením puritánských organizací. Trval na tom, aby církevní obřady odpovídaly pokynům v Knize obecných modliteb.
Pro trestání těch, kteří se mu protivili, Laud využíval dvou institucí – soudu Vysoké komise a soudu Hvězdné komory. První z nich mohl vynutit na obviněném přiznání k porušení desatera a mohl ho odsoudit k jakémukoli trestu s výjimkou trestu smrti. Nezákonnost Hvězdné komory dosáhla v Karlově období rozsahu nevídaného v předchozím období. Obžalovaní byli předváděni bez jakéhokoli obvinění a svědectví byla vynucována za použití mučení.
Počáteční období osobní Karlovy vlády bylo, s výjimkou několika individuálních protestů, vlivem silné centrální moci klidné. Když se ale Karel snažil uplatnit svou církevní politiku ve Skotsku, setkal se se silným odporem. Nařídil povinné používání modifikace Knihy obecných modliteb, která sice měla podporu skotských biskupů, ale setkala se s velkým odporem mezi presbytariánskými Skoty, kteří v tom viděli snahu zavést ve Skotsku anglikanismus. Když valné shromáždění skotské církve zrušilo roku 1638 episkopální vládu (vláda biskupů) a nahradilo ji presbytariánskou vládou (vláda starších a děkanů), Karel se rozhodl na tuto akci, kterou považoval za vzpouru, reagovat.
Roku 1639 vypukla první válka biskupů a Karel se pokusil vybrat daně na financování válečné výpravy, což jeho poddaní odmítli. Válka skončila v červnu potupnou mírovou dohodou. Karel byl nucen udělit Skotům občanskou a náboženskou svobodu. Válečný nezdar způsobil Karlovi velké finanční problémy a vedl k ukončení období jeho osobní vlády; roku 1640 byl nucen svolat parlament.

## Krátký a dlouhý parlament

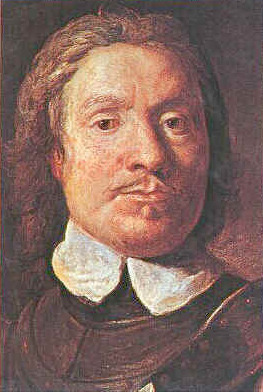
Oliver Cromwell jeden z Karlových oponentů

Spory o prezentaci mírové dohody mezi Karlem a Skoty vyvolaly další konflikty. Aby mohl Skoty porazit, potřeboval Karel získat finanční prostředky, svolal tedy na duben 1640 jednání parlamentu. Karel přislíbil zrušit daň na výstavbu lodí a Dolní Sněmovna souhlasila s finanční podporou válečného tažení. Situace se ale vyhrotila poté, co parlament trval na projednávání zneužívání moci v období osobní Karlovy vlády. Protože se obě strany nedokázaly dohodnout, byl parlament, necelý měsíc po jeho svolání (krátký parlament), v květnu rozpuštěn.
Mezitím se Karel snažil porazit Skoty, ale neuspěl a po druhé válce biskupů musel v říjnu 1640 přijmout další potupnou mírovou dohodu. Toto ujednání požadovalo, aby Karel uhradil válečné náklady Skotů, proti kterým válčil. Na radu vlivných šlechticů pak svolal parlament (dlouhý parlament). Jednání tohoto parlamentu bylo vůči Karlovi stejně kritické jako předchozí. Zatímco členové parlamentu se považovali za ochránce krále, církve a parlamentu proti tyranii Karlových rádců, Karel mnohé z nich považoval za rebely usilující o podkopání jeho moci.
Aby zabránil svému rozpuštění, přijal parlament zákon, který obdržel v únoru 1641 královský souhlas. Tento zákon určoval, že parlament bude svoláván nejméně jednou za tři roky a pokud by ho nesvolal panovník, může být svolán vůlí jeho členů. V květnu byl schválen další zákon, který stanovil, že parlament nemůže být rozpuštěn bez souhlasu jeho členů. Karel byl nucen odsouhlasit popravu Thomase Wentwortha a Williama Lauda. Daň na stavbu lodí, pokuta za neúčast na královské korunovaci a vynucené půjčky byly prohlášeny za nezákonné. Byly zrušeny i nenáviděný Soud Vysoké komise a Hvězdná komora. Karel si tím, že souhlasil s oficiálním zavedením presbyteriánského systému, zajistil přízeň Skotů a posílil tak svou vojenskou pozici a získal významnou protiparlamentní podporu.
V listopadu 1641 vydal parlament dlouhý seznam výtek proti akcím Karlových ministrů – Velkou remonstraci. Napětí dále vzrostlo poté, co v Irsku vypukla vzpoura proti protestantské Anglii. Pro její potlačení mělo být sestaveno vojsko, ale parlament se obával, že ho Karel použije i proti němu a tak navrhl zákon, který odebíral vedení armády panovníkovi, s nímž však Karel nesouhlasil. Když ke Karlovi dorazila zpráva, že se parlament chystá obvinit jeho katolickou manželku, rozhodl se, možná na její radu, že nechá pět nejvzpurnějších poslanců uvěznit. V době, kdy Karel dorazil 4. ledna 1642 k parlamentu, byli tito poslanci, s výjimkou Olivera Cromwella, již pryč. Karel se obrátil na předsedu parlamentu Williama Lenthalla s otázkou, kam poslanci unikli, ale byl odmítnut. Tato akce byla pro Karla politickou katastrofou. Vyvolala velký odpor proti monarchii a způsobila kolaps vlády v Anglii. Karel se v Londýně nemohl cítit bezpečný a tak odjel na sever, aby shromáždil vojsko proti parlamentu; jeho manželka odjela do zahraničí, aby sehnala prostředky na jeho financování.

## Občanská válka

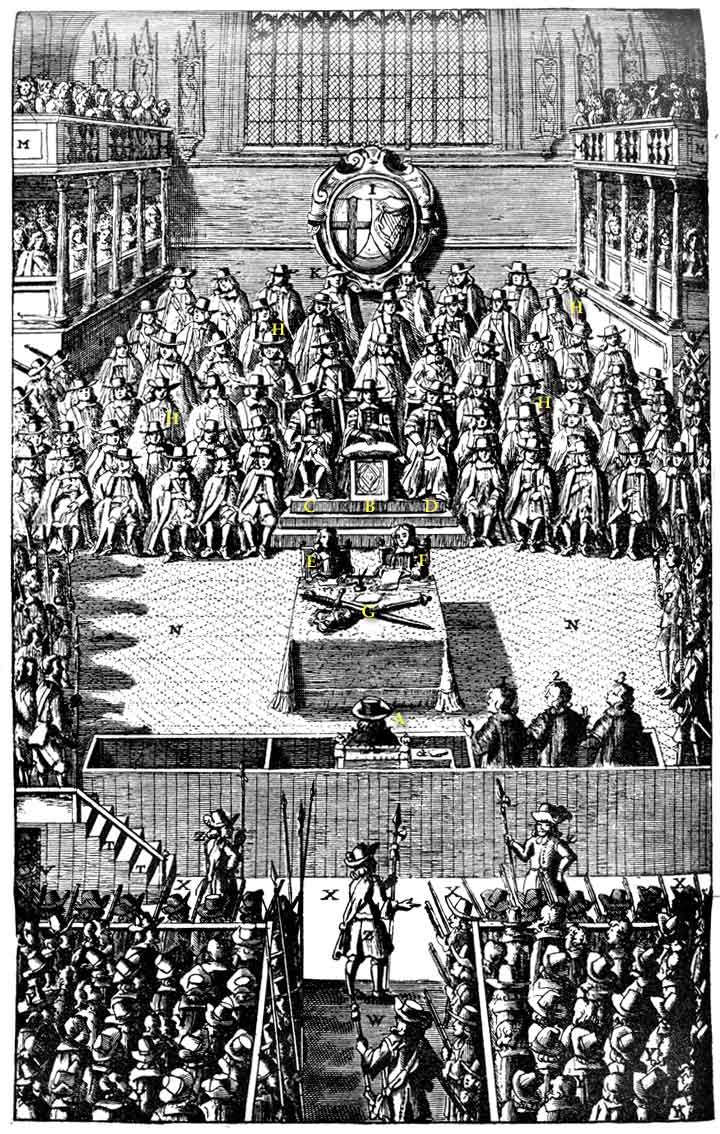
Soud s Karlem I.

Po neúspěšných jednáních vyvěsil 22. srpna 1642 Karel svou královskou standartu v Nottinghamu. Centrem svého dvora ustanovil Oxford, protože jeho síly kontrolovaly sever a západ země. Parlament ovládal Londýn, jih a východ Anglie. Občanská válka začala 26. října 1642 nerozhodnou bitvou u Edgehillu a se střídavými úspěchy na obou stranách pokračovala i v letech 1643 a 1644 až do bitvy u Naseby (1645), která znamenala obrat ve prospěch parlamentu. Následovalo několik dalších střetů, v nichž byly královské síly poraženy, a obléhání Oxfordu, odkud v dubnu 1646 Karel sám unikl. Uchýlil se ke skotské presbytariánské armádě u Newarku a byl převezen do Southwellu, zatímco se Skotové rozhodovali, co s ním. Nakonec se dohodli s parlamentaristy a krále jim předali. Později byl parlamentaristickým vojskem převezen do Newmarketu. V době, kdy byl vězněn, vypukly spory mezi vojenskými zástupci armády a parlamentu a Karel jich chtěl využít.
Zamýšlel uniknout svým věznitelům buď do zahraničí nebo k Robertu Hammondovi, parlamentaristickému guvernérovi ostrova Wight. Nakonec se rozhodl pro druhou možnost. Hammond ho ale nechal uvěznit na Carisbroockém hradu. Odsud se Karel pokoušel dojednat podporu se Skoty a slíbil jim zavedení presbyteriánství v Anglii i Skotsku. Královské vojsko poté zahájilo druhou fázi občanské války a s Karlovým souhlasem napadlo skotské vojsko v Anglii. Větší část země byla brzy ovládnuta parlamentními silami s výjimkou Kentu, Essexu a Cumberlandu. Skotové se pokusili obsadit několik měst, ale po porážce v bitvě u Prestonu král ztratil šanci na úspěch.

## Soud
Na konci roku 1648 byl Karel převezen na hrad Windsor. V lednu následujícího roku z důvodu jeho odporu vůči parlamentu po porážce v první části občanské války a vyvolání druhé fáze války vydala Dolní Sněmovna zákon, kterým byl zřízen soudní dvůr pro souzení Karlových aktivit. Po skončení první fáze války parlament akceptoval předpoklad, že i když jeho boj byl neoprávněný, bude Karel schopen své činy obhájit a že bude dále zastávat panovnické povinnosti omezené konstitučním právem. V období vydání zákona ale převládl názor, že vyvoláním druhé fáze války i poté, co byl poražen, se Karel ukázal být neovladatelným a zodpovědným za krveprolití.

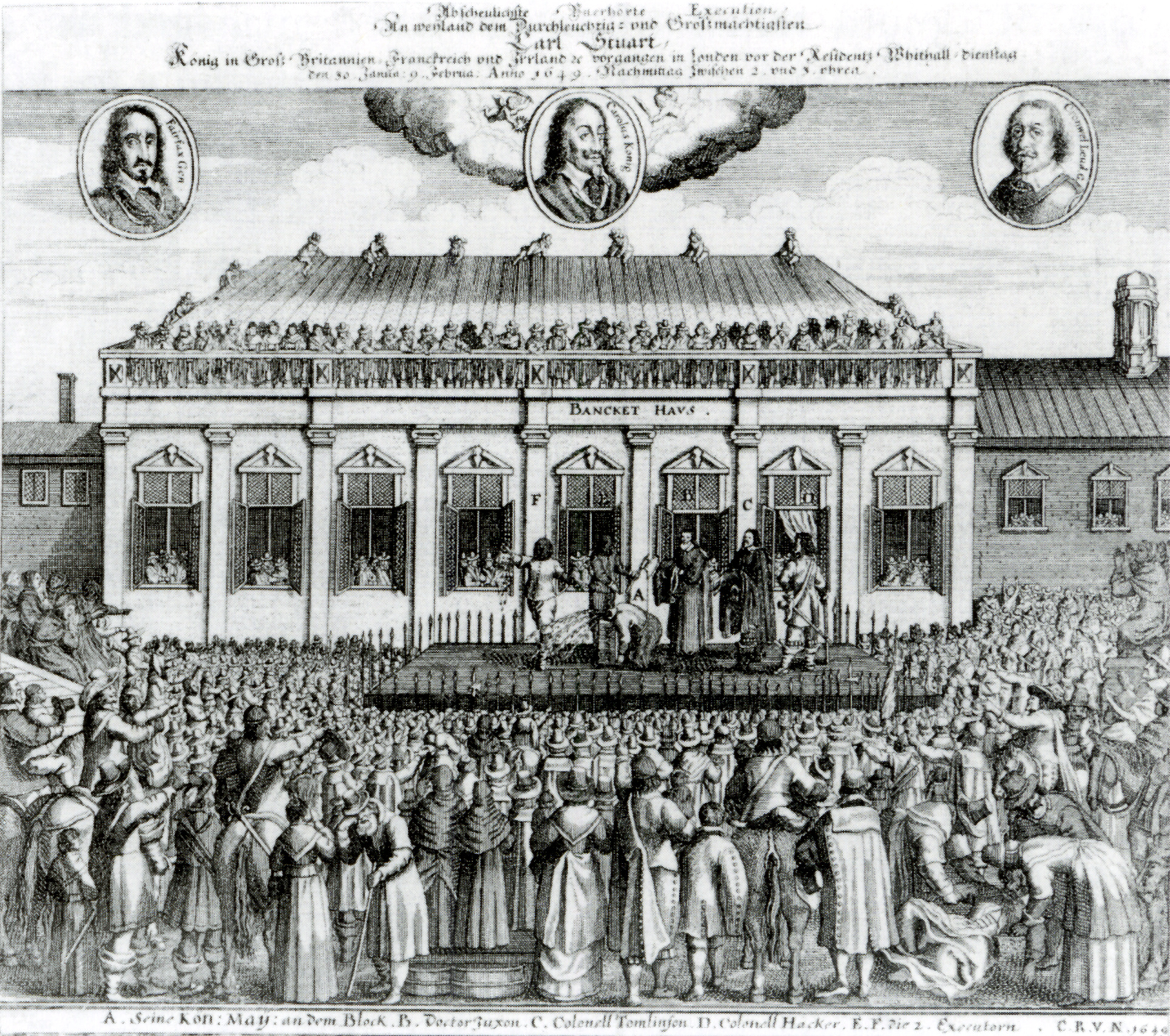
Poprava Karla I.

Myšlenka souzení panovníka byla novinkou, protože někteří předchozí panovníci byli sesazeni, ale nikdy nebyli souzeni. Nejvyšší soud ustavený zákonem se skládal ze 135 členů, ale jeho jednání se účastnila asi jen polovina jmenovaných. Žalobu vedl generál John Cooke. Soudní jednání, ve kterém byl Karel obviněn z velezrady a jiných vážných zločinů, bylo zahájeno 20. ledna 1649, ale král se odmítal obhajovat s odkazem na to, že žádný soudní dvůr nemá soudní pravomoc nad panovníkem, který byl podle něho zodpovědný pouze Bohu. Obžaloba vycházela z toho, že král není osoba, ale úřad, který zastává určitá osoba, které je svěřená omezená moc vládnout svým poddaným v souladu s platnými zákony.
V průběhu soudního přelíčení, které trvalo asi týden, byl třikrát vyzván, aby se hájil, ale vždy to odmítl. 29. ledna 1649 byl uznán vinným a odsouzen k trestu smrti. Rozsudek podepsalo 35 členů nejvyššího soudu. 30. ledna 1649 byl sťat na popravišti postaveném u Banqueting House.

## Odkaz
Po svržení panovníka moc přešla na státní radu, jejímiž členy byli lord Fairfax, vrchní velitel parlamentaristické armády, a Oliver Cromwell. Parlament svolaný Karlem I. roku 1640 pokračoval ve své činnosti až do roku 1653, kdy ho Cromwell rozpustil. Cromwell se stal lordem protektorem Anglie a později i Skotska a Irska. Po jeho smrti (3. září 1658) byl krátce lordem protektorem jeho syn Richard Cromwell, který si ale nezískal autoritu mezi armádními veliteli, a proto krátce po uvedení do úřadu odstoupil. Nedlouho poté, v roce 1660, byla obnovena vláda Stuartovců a panovníkem se stal Karlův syn Karel II.
Po Karlu I. (a II.) jsou pojmenovány americké kolonie (státy) Jižní a Severní Karolína.

## Vývod z předků
|                 |                                    |  |                    |                                     |  |  |  |  |  |  |  | John Stuart, 3. hrabě z Lennoxu |
|                 |                                    |  |                    |                                     |  |  |  |  |  |  |  |                                 |
|                 | Matyáš Stuart, IV. hrabě z Lennoxu |  |                    |                                     |  |  |  |  |  |  |  |                                 |
|                 |                                    |  |                    |                                     |  |  |  |  |  |  |  |                                 |
|                 |                                    |  |                    | Alžběta Stuartovna                  |  |  |  |  |  |  |  |                                 |
|                 |                                    |  |                    |                                     |  |  |  |  |  |  |  |                                 |
|                 | Jindřich Stuart, lord Darnley      |  |                    |                                     |  |  |  |  |  |  |  |                                 |
|                 |                                    |  |                    |                                     |  |  |  |  |  |  |  |                                 |
|                 |                                    |  |                    | Archibald Douglas                   |  |  |  |  |  |  |  |                                 |
|                 |                                    |  |                    |                                     |  |  |  |  |  |  |  |                                 |
|                 | Markéta Douglasová                 |  |                    |                                     |  |  |  |  |  |  |  |                                 |
|                 |                                    |  |                    |                                     |  |  |  |  |  |  |  |                                 |
|                 |                                    |  |                    | Markéta Tudorovna                   |  |  |  |  |  |  |  |                                 |
|                 |                                    |  |                    |                                     |  |  |  |  |  |  |  |                                 |
|                 | Jakub I. Stuart                    |  |                    |                                     |  |  |  |  |  |  |  |                                 |
|                 |                                    |  |                    |                                     |  |  |  |  |  |  |  |                                 |
|                 |                                    |  |                    | Jakub IV. Skotský                   |  |  |  |  |  |  |  |                                 |
|                 |                                    |  |                    |                                     |  |  |  |  |  |  |  |                                 |
|                 | Jakub V. Skotský                   |  |                    |                                     |  |  |  |  |  |  |  |                                 |
|                 |                                    |  |                    |                                     |  |  |  |  |  |  |  |                                 |
|                 |                                    |  |                    | Markéta Tudorovna                   |  |  |  |  |  |  |  |                                 |
|                 |                                    |  |                    |                                     |  |  |  |  |  |  |  |                                 |
|                 | Marie Stuartovna                   |  |                    |                                     |  |  |  |  |  |  |  |                                 |
|                 |                                    |  |                    |                                     |  |  |  |  |  |  |  |                                 |
|                 |                                    |  |                    | Klaudius de Guise                   |  |  |  |  |  |  |  |                                 |
|                 |                                    |  |                    |                                     |  |  |  |  |  |  |  |                                 |
|                 | Marie de Guise                     |  |                    |                                     |  |  |  |  |  |  |  |                                 |
|                 |                                    |  |                    |                                     |  |  |  |  |  |  |  |                                 |
|                 |                                    |  |                    | Antoinette Bourbonská               |  |  |  |  |  |  |  |                                 |
|                 |                                    |  |                    |                                     |  |  |  |  |  |  |  |                                 |
| Karel I. Stuart |                                    |  |                    |                                     |  |  |  |  |  |  |  |                                 |
|                 |                                    |  |                    |                                     |  |  |  |  |  |  |  |                                 |
|                 |                                    |  | Frederik I. Dánský |                                     |  |  |  |  |  |  |  |                                 |
|                 |                                    |  |                    |                                     |  |  |  |  |  |  |  |                                 |
|                 | Kristián III. Dánský               |  |                    |                                     |  |  |  |  |  |  |  |                                 |
|                 |                                    |  |                    |                                     |  |  |  |  |  |  |  |                                 |
|                 |                                    |  |                    | Anna Braniborská                    |  |  |  |  |  |  |  |                                 |
|                 |                                    |  |                    |                                     |  |  |  |  |  |  |  |                                 |
|                 | Frederik II. Dánský                |  |                    |                                     |  |  |  |  |  |  |  |                                 |
|                 |                                    |  |                    |                                     |  |  |  |  |  |  |  |                                 |
|                 |                                    |  |                    | Magnus I. Sasko-Lauenburský         |  |  |  |  |  |  |  |                                 |
|                 |                                    |  |                    |                                     |  |  |  |  |  |  |  |                                 |
|                 | Dorotea Sasko-Lauenburská          |  |                    |                                     |  |  |  |  |  |  |  |                                 |
|                 |                                    |  |                    |                                     |  |  |  |  |  |  |  |                                 |
|                 |                                    |  |                    | Kateřina Brunšvicko-Wolfenbüttelská |  |  |  |  |  |  |  |                                 |
|                 |                                    |  |                    |                                     |  |  |  |  |  |  |  |                                 |
|                 | Anna Dánská                        |  |                    |                                     |  |  |  |  |  |  |  |                                 |
|                 |                                    |  |                    |                                     |  |  |  |  |  |  |  |                                 |
|                 |                                    |  |                    | Albrecht VII. Meklenburský          |  |  |  |  |  |  |  |                                 |
|                 |                                    |  |                    |                                     |  |  |  |  |  |  |  |                                 |
|                 | Oldřich III. Meklenburský          |  |                    |                                     |  |  |  |  |  |  |  |                                 |
|                 |                                    |  |                    |                                     |  |  |  |  |  |  |  |                                 |
|                 |                                    |  |                    | Anna Braniborská                    |  |  |  |  |  |  |  |                                 |
|                 |                                    |  |                    |                                     |  |  |  |  |  |  |  |                                 |
|                 | Žofie Meklenburská                 |  |                    |                                     |  |  |  |  |  |  |  |                                 |
|                 |                                    |  |                    |                                     |  |  |  |  |  |  |  |                                 |
|                 |                                    |  |                    | Frederik I. Dánský                  |  |  |  |  |  |  |  |                                 |
|                 |                                    |  |                    |                                     |  |  |  |  |  |  |  |                                 |
|                 | Alžběta Dánská                     |  |                    |                                     |  |  |  |  |  |  |  |                                 |
|                 |                                    |  |                    |                                     |  |  |  |  |  |  |  |                                 |
|                 |                                    |  |                    | Žofie Pomořanská                    |  |  |  |  |  |  |  |                                 |
|                 |                                    |  |                    |                                     |  |  |  |  |  |  |  |                                 |